# 氢氧化银
氢氧化银（化学式：AgOH）是不稳定的白色固体，具有两性。由碱金属氢氧化物与硝酸银的90%酒精溶液在−45°C时作用制得，温度升高或溶液浓缩时立即分解为棕色的氧化银和水。室温下用氢氧化物与银盐反应，只得到氧化银沉淀。氧化银难溶于水，新制的氧化银在水中的悬浊液呈碱性，即是部分产生氢氧化银的缘故。
Ag2O  +  H2O →  2 Ag+  +  2 OH−；  logK = −7.71